# Michael Gonzalez
Pour les articles homonymes, voir Mike Gonzalez.
Michael Vela Gonzalez (né le 23 mai 1978 à Robstown, Texas, États-Unis) est un ancien lanceur de relève gaucher des Ligues majeures de baseball.

## Biographie

### Pirates de Pittsburgh
Après des études secondaires à la Harvest Christian Academy de Pasadena (Texas), Mike Gonzalez est repêché le 4 juin 1996 par les Pirates de Pittsburgh, mais il repousse l'offre et commence des études supérieures au San Jacinto College. Il joue comme lanceur partant pour San Jacinto en 1997.
Il rejoint les rangs professionnels à l'issue du repêchage amateur du 3 juin 1997. Il est sélectionné par les Pirates de Pittsburgh. 
Encore joueur de ligues mineures, il est le 22 juillet 2003 transféré chez les Red Sox de Boston avec le lanceur gaucher Scott Sauerbeck contre les lanceurs droitiers Brandon Lyon et Anastacio Martínez. Mais il est rapidement de retour à Pittsburgh puisque le 31 juillet 2003, les Pirates renvoient Lyon et Martinez à Boston avec un troisième lanceur droitier, Jeff Suppan, pour obtenir le joueur de deuxième but Freddy Sanchez et récupérer le jeune Gonzalez. 
Mike Gonzalez débute en Ligue majeure le 11 août 2003 sous l'uniforme des Pirates. Après une entrée difficile où il accorde sept points mérités en  huit manches et un tiers lancées en 2003, il enchaîne trois excellentes saisons. En 2004, il affiche une superbe moyenne de points mérités de 1,25 en 43 manches et un tiers au monticule, et ce en 47 parties. Il remporte sa première victoire au plus haut niveau dès sa première sortie de la saison le 20 mai contre les Padres de San Diego et réussit le 16 septembre contre Arizona son premier sauvetage en carrière. C'est son seul de l'année cependant, puisque sa mission en 2004 est généralement de tenir en respect l'adversaire juste avant l'entrée dans le match du stoppeur de l'équipe, José Mesa.
Envoyé sur la butte dans 51 parties des Pirates en 2005, il maintient sa moyenne à 2,70 en 50 manches, avec trois sauvetages.
En 2006, les Pirates lui confient le rôle de stoppeur et il protège 24 victoires. Utilisé dans 47 matchs, sa moyenne de points mérités est de 2,17 en 54 manches lancées.

### Braves d'Atlanta

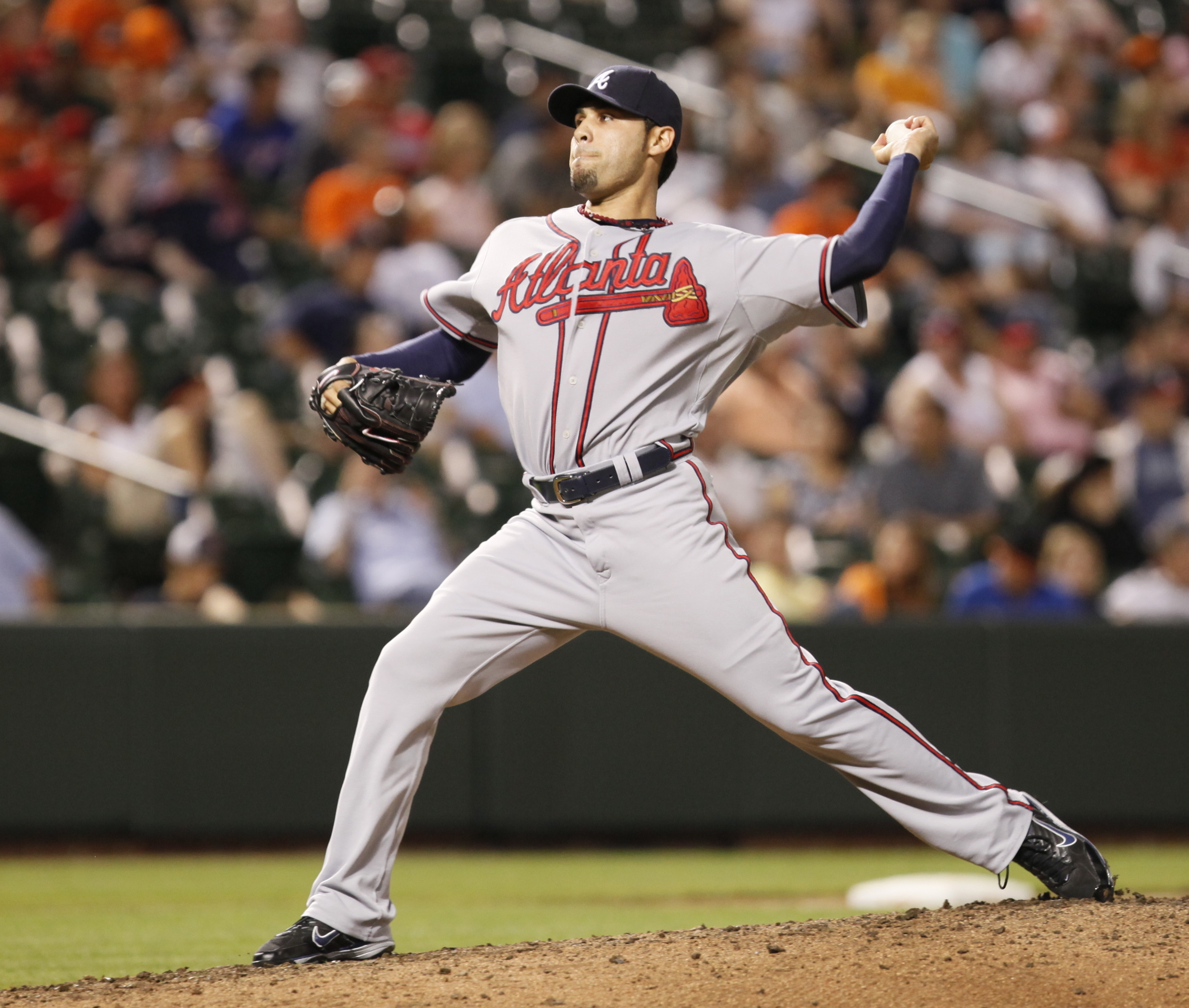
Mike Gonzalez en 2009 avec les Braves.

Gonzalez et Brent Lillibridge sont échangés aux Braves d'Atlanta le 19 janvier 2007 contre Adam LaRoche.
Ses débuts pour les Braves en 2007 sont prometteurs : deux victoires, deux sauvetages, aucune défaite et une moyenne de 1,59 point mérité par partie en 17 manches de travail. Mais il est peu impressionnant en 2008 alors qu'il perd ses trois décisions et laisse sa moyenne atteindre 4,28 en 33 manches et deux tiers au monticule.
Il enchaîne en 2009 avec une saison digne de ses performances à Pittsburgh. Il lance 80 parties, le 3e plus haut total parmi les releveurs de la Ligue nationale et maintient sa moyenne de points mérités à un excellent 2,42 en 74,1 manches lancées. Il enregistre 10 sauvetages.

### Orioles de Baltimore
Devenu agent libre et fort d'un excellente dernière année à Atlanta, Gonzalez réussit à commander un salaire de 12 millions de dollars pour deux ans des Orioles de Baltimore, qu'il rejoint officiellement le 18 décembre 2009 en s'engageant pour deux saisons pour un montant oscillant entre 12 et 16 millions de dollars selon les sources.
Il ne compte que 24 manches et deux tiers de travail pour les Orioles en 2010 et sa moyenne de points mérités s'élève à 4,01. Il perd trois de ses quatre décisions pour l'équipe de dernière place.

### Rangers du Texas
Le 31 août 2011, les Orioles échangent Gonzalez aux Rangers du Texas en retour du lanceur Pedro Strop. Il termine la saison régulière avec deux victoires, deux défaites et une moyenne de points mérités de 4,39 en 53 manches et un tiers au total pour Baltimore et Texas.
À ses premières armes en éliminatoires, il ne donne aucun point en une manche et un tiers lancées au total dans les deux premières rondes contre Tampa Bay et Detroit. En Série mondiale 2011, il donne deux points aux Cardinals de Saint-Louis dans une dégelée de 16-7 des Rangers dans la troisième partie, mais blanchit l'adversaire à ses deux autres présences en finale.

### Nationals de Washington
Sans contrat en début de saison 2012, Gonzalez signe avec les Nationals de Washington le 8 mai. Il lance dans 47 matchs et enregistre 39 retraits sur des prises en 35 manches et deux tiers lancées. Sa moyenne de points mérités se maintient à 3,03 à sa seule saison à Washington.

### Brewers de Milwaukee
Le 7 janvier 2013, Gonzalez signe un contrat de 2,25 millions de dollars pour une saison chez les Brewers de Milwaukee. 
Peu efficace, sa moyenne de points mérités se chiffre à 4,68 en 50 manches lanceés en 2013. Il apparaît dans 75 rencontres, subit 3 défaites et enregistre 60 retraits sur des prises. Après un mauvais début, il lance bien en mai mais éprouve des ennuis en seconde moitié de saison. La longue balle est pour lui particulièrement problématique, alors qu'il accorde 10 circuits à l'adversaire durant l'année, plus que durant toute autre saison.
Gonzalez est rapatrié par les Nationals de Washington en mars 2014, mais pour une brève période puisqu'il est retranché par le club à quelques jours du début de la nouvelle saison.

## Statistiques
| Saison | Équipe     | G   | GS | CG | SHO | V  | D  | SV | IP    | SO  | ERA  |
| ------ | ---------- | --- | -- | -- | --- | -- | -- | -- | ----- | --- | ---- |
| 2003   | Pittsburgh | 16  | 0  | 0  | 0   | 0  | 1  | 0  | 8.1   | 6   | 7,56 |
| 2004   | Pittsburgh | 47  | 0  | 0  | 0   | 3  | 1  | 1  | 43.1  | 55  | 1,25 |
| 2005   | Pittsburgh | 51  | 0  | 0  | 0   | 1  | 3  | 3  | 50.0  | 58  | 2,70 |
| 2006   | Pittsburgh | 54  | 0  | 0  | 0   | 3  | 4  | 24 | 54.0  | 64  | 2,17 |
| 2007   | Atlanta    | 18  | 0  | 0  | 0   | 2  | 0  | 2  | 17.0  | 13  | 1,59 |
| 2008   | Atlanta    | 36  | 0  | 0  | 0   | 0  | 3  | 14 | 33.2  | 44  | 4,28 |
| 2009   | Atlanta    | 80  | 0  | 0  | 0   | 5  | 4  | 10 | 74.1  | 90  | 2,42 |
| 2010   | Baltimore  | 29  | 0  | 0  | 0   | 1  | 3  | 1  | 24.3  | 31  | 4,01 |
| Totaux | Totaux     | 331 | 0  | 0  | 0   | 15 | 19 | 55 | 305.1 | 361 | 2,68 |

Note : G = Matches joués ; GS = Matches comme lanceur partant ; CG = Matches complets ; SHO = Blanchissages ; 
V = Victoires ; D = Défaites ; SV = Sauvetages ; IP = Manches lancées ; SO = Retraits sur des prises ; ERA = Moyenne de points mérités.